# Lautlos
Lautlos (noto anche con il titolo Soundless) è un film del 2004 diretto da Mennan Yapo.

## Trama
Viktor è un killer, che prima di abbandonare il suo lavoro, vuole un ultimo incarico.